# Ferenc Ficza
Ferenc Ficza (ur. 13 maja 1996 roku w Szekszárdzie) – węgierski kierowca wyścigowy.

## Życiorys
Ficza rozpoczął karierę w międzynarodowych wyścigach samochodowych w 2009 roku od startów w Suzuki Swift Cup Hungary. Z dorobkiem dziewiętnastu punktów został sklasyfikowany na siódmej pozycji w końcowej klasyfikacji kierowców. W późniejszych latach Węgier pojawiał się także w stawce GENEX Suzuki Bio Kupa, 24H Series, European Touring Car Cup, SEAT Leon Eurocup oraz TCR International Series.